# 森内一忠
森内 一忠（もりうち かずただ、1945年 - ）アマチュア野球選手である。ポジションは投手。

## 来歴・人物
熊本商業高等学校ではエースとして1963年夏の甲子園県予選準決勝に進むが九州学院に完封負け。
日本大学に進学。東都大学野球リーグでは1966年春季リーグで優勝。最優秀投手、ベストナインに選出される。同年の全日本大学野球選手権大会でも、決勝で山下律夫、有藤通世らのいた近大を降し優勝。リーグ通算66試合登板、18勝22敗。大学同期に二塁手の田草川伸生（日本生命）、遊撃手の石井久至、外野手の正垣泰祐がいた。
卒業後は全鐘紡に入社。1968年の東京スポニチ大会、都市対抗予選などで起用される。同年の産業対抗ではチームが優勝するが、同期入社の藤原真をはじめ、水谷宏など好投手がおり活躍の場はなかった。翌1969年1月に会社の業績不振により野球部は解散し、現役引退。